# Bowieïta
La bowieïta és un mineral de la classe dels sulfurs. Rep el seu nom del geòleg britànic Stanley Hay Umphray Bowie (1917-2008).

## Característiques
La bowieïta és un sulfur de rodi, iridi i platí, de fórmula química (Rh,Ir,Pt)₂S₃. Cristal·litza en el sistema ortoròmbic formant grans anèdrics de mig mil·límetre aproximadament. També es troba en forma d'inclusions en altres minerals del grup del platí. La seva duresa a l'escala de Mohs és 7.
Segons la classificació de Nickel-Strunz, la bowieïta pertany a «02.DB: Sulfurs metàl·lics, M:S = 2:3» juntament amb els següents minerals: antimonselita, bismutinita, guanajuatita, metastibnita, pääkkönenita, estibina, ottemannita, suredaita, kashinita, montbrayita, edgarita, tarkianita i cameronita.

## Formació i jaciments
Es troba en palletes recobertes d'aliatges de platí en operacions de dragatge, i en roques ultramàfiques que contenen platí en granits gneiss-hornblenda. Sol trobar-se associada a altres minerals com platí, osmi o laurita. La seva localitat tipus es troba al riu Salmon, al Districte Red Mountain (Alaska, Estats Units), on va ser descoberta l'any 1980.